# Ujungjaya (Widasari)
Ujungjaya is een bestuurslaag in het regentschap Indramayu van de provincie West-Java, Indonesië. Ujungjaya telt 3175 inwoners (volkstelling 2010).